# Lynchia penelopes
Lynchia penelopes är en tvåvingeart som beskrevs av Weyenbergh 1881. Lynchia penelopes ingår i släktet Lynchia och familjen lusflugor. Inga underarter finns listade i Catalogue of Life.